# Rueda (Weinbaugebiet)

Weinbaugebiet Rueda

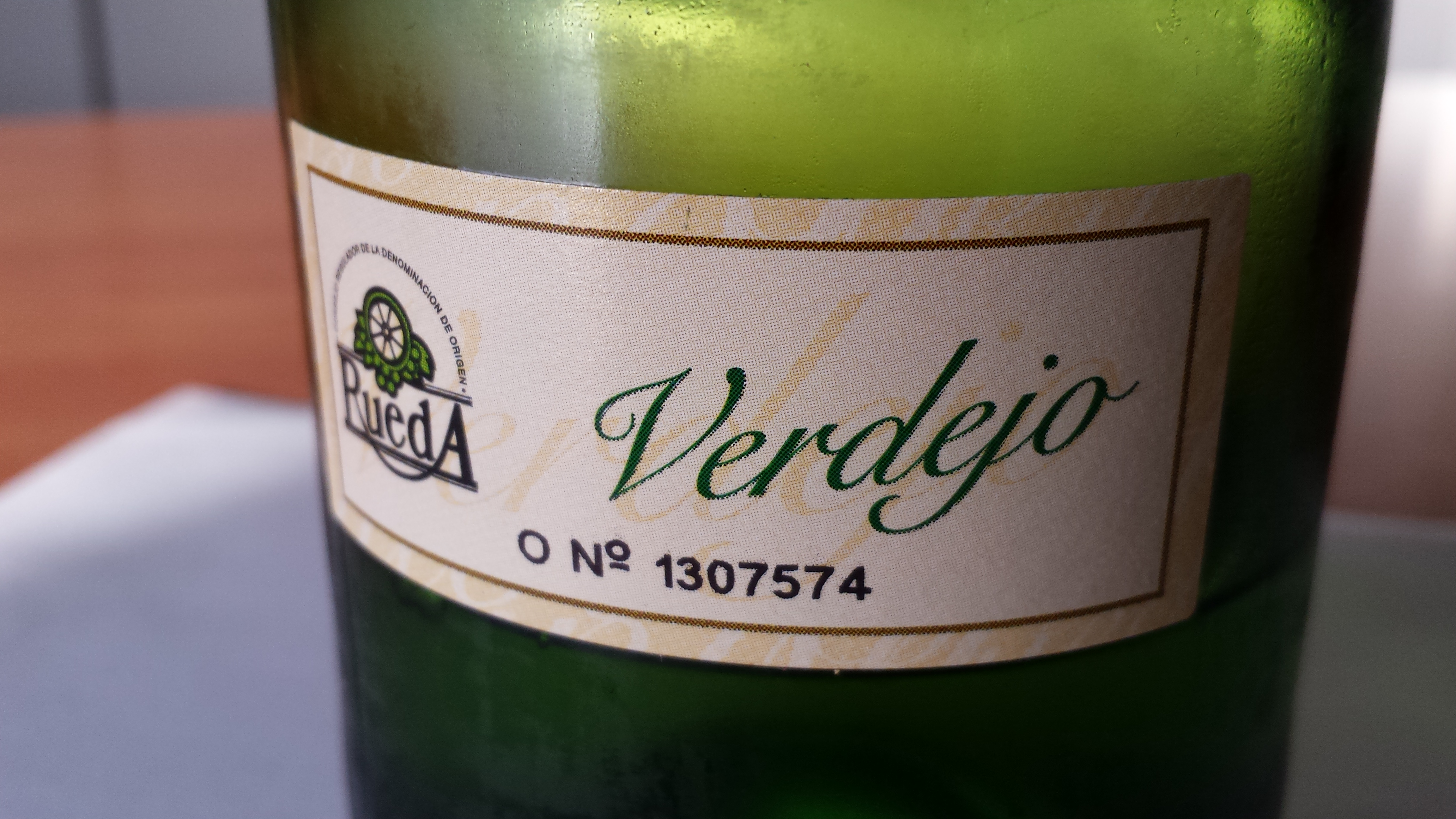
Rueda DO

Rueda ist ein Weinbaugebiet in Spanien. Es liegt in Altkastilien zwischen den Rotweingebieten Ribera del Duero und Toro und wird nach Norden vom Fluss Duero begrenzt.

## Lage
Das Weinbaugebiet Rueda liegt in einer Hügellandschaft in Höhen von 600 bis 800 m. Die besseren Lagen befinden sich im Allgemeinen näher zum Duero. Die typischen, stark kieshaltigen Böden lassen nur geringe Erträge zu, bringen aber starke mineralische Töne in den Wein.

## Weine
Rueda ist hauptsächlich bekannt für seine Weißweine. Die Hauptrebsorte ist Verdejo mit einer Anbaufläche von ca. 5380 ha. In der D.O. zugelassen sind die Trauben Verdejo, Viura (oder Macabeo), Sauvignon Blanc und Palomino. Im Jahr 2002 wurden 150.300 hl Wein erzeugt, fast ein Fünftel davon wurde exportiert.

## Geschichte
Das Gebiet Rueda hat eine lange und wechselvolle Geschichte. Als Valladolid noch Landeshauptstadt war, waren die Weine aus Rueda bei den dort ansässigen Adelsfamilien sehr gefragt. Durch den Befall mit der Reblaus wurden die Weinberge völlig zerstört. Beim Wiederaufbau waren die Winzer versucht, ertragreiche Sorten zu pflanzen, und die Wahl fiel auf die Sorte Palomino. Die hergestellten Weine waren von bescheidener Qualität. Beste Ergebnisse erzielte man mit aufgespritzten Weinen im Typus eines Sherry. International sind diese Weine jedoch nie beachtet worden.
In den 1970er Jahren suchten dieMarqués de Riscal (aus Rioja) ein Gebiet für den Anbau von Weißweinen mit hohen Qualitätsanforderungen. Das Weingut hatte bereits lange Zeit vorher beschlossen, in Rioja keine Weißweine mehr anzubauen, da die angestrebte Qualität dort nicht erreicht werden konnte. Die Önologen von Riscal wurden in Rueda auf Anraten des bekannten Weinexperten Émile Peynaud auf die Rebsorte Verdejo aufmerksam und erkannten das Potential dieser Traube im modernen Weinbau. Durch den schnellen Transport der Trauben zum Keller sowie das Pressen der Trauben unter Schutzgaspolster konnte die Frische des Mosts konserviert werden. Der Erfolg des neuen Weintyps hat das Gesicht der Region verändert. Innerhalb kurzer Zeit wurde die Rebsorte mit großem Abstand zur meistangebauten Sorte in Rueda.
Im Rahmen einer Neuregelung des Begriffs Cava verlor Rueda das Recht auf den Anbau dieses Schaumweins. Es gibt daher eine neue D.O. Rueda Espumoso, die Schaumwein aus mindestens 85 % Verdejo herstellt und damit einen neuen Weg geht. Mittlerweile werden auch Versuche mit Rotweinen und Roséweinen gemacht.
Seit dem Jahr 2013 gehört das Weinanbaugebiet Rueda mit seinen insgesamt 54 Weingütern und 74 Gemeinden zum Verband der Spanischen Weinrouten Acevin.